# 圣心医院

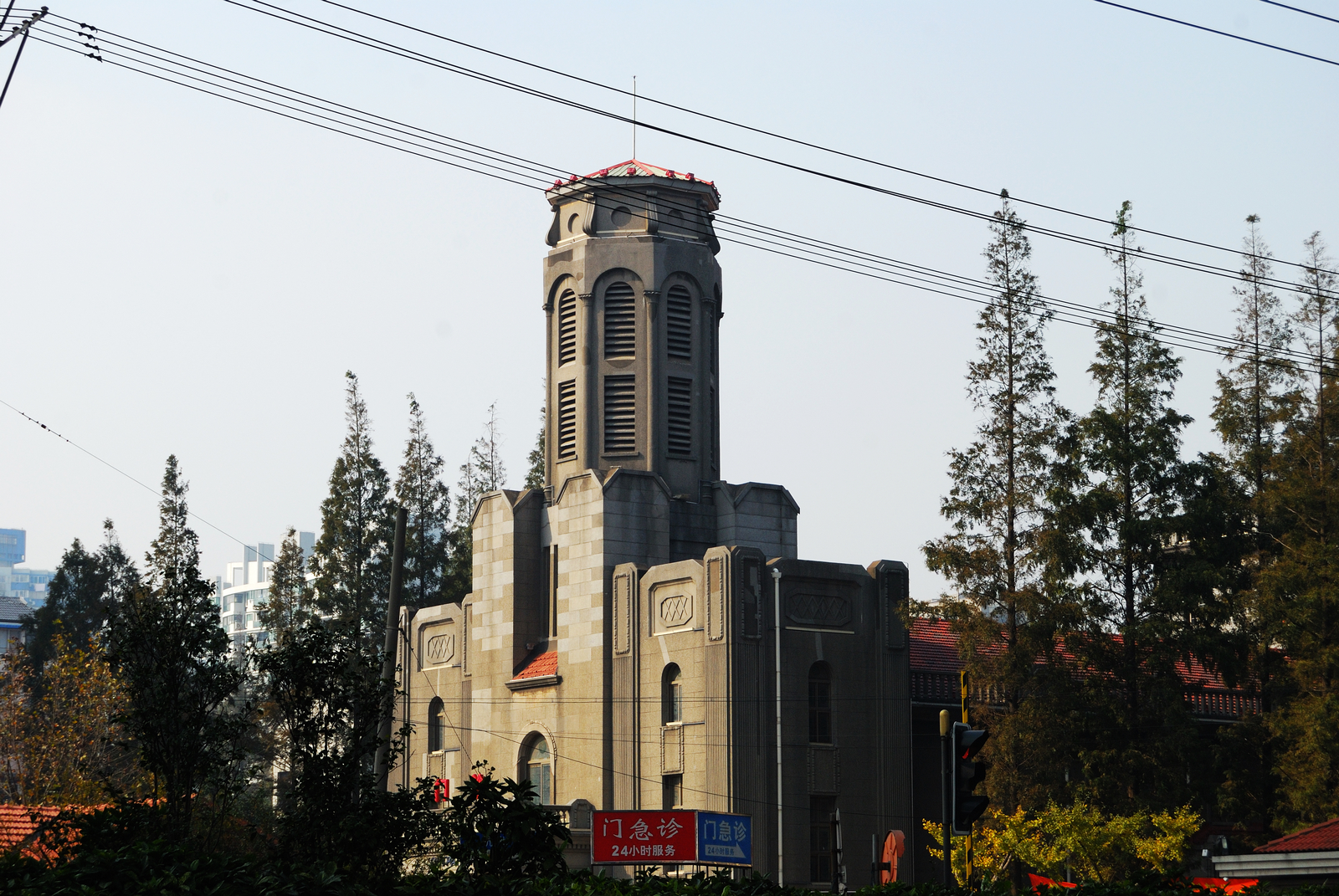

圣心医院是天主教上海教区曾经在上海杨树浦工厂区开办的一所医院，由上海公教进行会会长、慈善家陆伯鸿创建于1916年，位于今杨浦区杭州路349号。由陆伯鸿、陆英耕父子担任正、副院长。1924年，陆伯鸿出资建造医院病房6幢。1931年建造耶稣圣心堂，拥有八角形钟楼，10月25日由惠济良主教祝圣。圣心医院由方济各会修女负责管理。
1931年，圣心医院成立镭锭科，后来独立成立中比镭锭医院。淞沪会战以后，圣心医院曾迁往法租界祁齐路(今岳阳路)。
1951年，圣心医院由市政府接管，改为上海市第二劳工医院，1958年更名杨浦区中心医院，2000年改为杨浦区老年医院，2011年又更名为杨浦区康复医院。
2004年，圣心医院列为杨浦区文物保护单位。2005年，圣心堂被列为第四批上海市优秀历史建筑，拼花地砖、花窗玻璃保存完好。